# المانع (أسماء الله الحسنى)

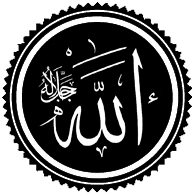

المانع هو الاسم التسعون من أسماء الله الحسنى التسعة والتسعين، وهو الذي يمنعك من كلِّ ما يؤذيك، يمنعك من العطب في دينك ودنياك، الله  مانع للمؤمنين، يدافع عنهم ويحفظهم ويوفِّقهم، ويؤيِّدهم.. 

## تعريف اسم الله المانع

### لغة
‌‌[منع] ‌المَنْعُ: خِلاف الإعطاء. وقد مَنَعَ فهو مانِعٌ ومَنوعٌ ومَنَّاعٌ. ومنعت الرجل عن الشيء فامتنع منه. ومانعته الشيء ممانعة.  وَيُقَالُ: هُوَ تحجيرُ الشَّيْءِ، مَنَعَه يَمْنَعُه مَنْعاً ومَنَّعَه فامْتَنَع مِنْهُ وتمنَّع. وَمَكَانٌ مَنِيعٌ. وَهُوَ فِي عِزٍّ وَمَنْعَةٍ، والمنيع: الَّذِي لَا يُخْلَصُ إِليه.

## اصطلاحاً
قال الزجاج: ‌المانع هو الذي يمنع ما أحب منعه ويعطي ما أحب عطاءه فإذا أعطى فتفضل وإصلاح وإذا منع فحكمة وصلاح لا مانع لما أعطى ولا معطي لما منع.
وقال عبد الرحمن السعدي: المعطي ‌المانع هذه من الأسماء المتقابلة التي لا ينبغي أن يثني على الله بها إلا كل واحد منها مع الآخر لأن الكمال المطلق من اجتماع الوصفين؛ فهو المعطي ‌المانع: لا مانع لما أعطى، ولا معطي لما منع، فجميع المصالح والمنافع منه تطلب، وإليه يرغب فيها، وهو الذي يعطيها لمن شاء ويمنعها من يشاء بحكمته ورحمته.
والمانع: من صفات الله تعالى له معنيان: أحدهما: ما روي عن النبي، صلى الله عليه وسلم، أنه قال: "اللهم لا مانع لما أعطيت ولا معطي لما منعت"، فكان -عز وجل- يعطي من استحق العطاء ويمنع من لم يستحق إلا ‌المنع، ويعطي من يشاء ويمنع من يشاء وهو العادل في جميع ذلك، والمعنى الثاني: من تفسير المانع أنه تبارك وتعالى يمنع أهل دينه أي يحوطهم وينصرهم، وقيل: يمنع من يريد من خلقه ما يريد ويعطيه ما يريد، ومن هذا يقال فلان في منعة أي في قوم يحمونه ويمنعونه، وهذا المعنى في صفة الله جل جلاله بالغ، إذ لا منعة لمن لم يمنعه الله ولا يمتنع من لم يكن الله له مانعاً. وفي الحديث: "اللهم من منعت ممنوع"، أي من حرمته فهو محروم لا يعطيه أحد غيرك.